# ميشيل غوثير
ميشيل غوثير هو سياسي كندي، ولد في 18 فبراير 1950 في مدينة كيبك في كندا. حزبياً، نشط في الكتلة الكيبيكية. وقد انتخب عضو الجمعية الوطنية في كيبك ‏ عن دائرة روبرفال ‏ وانتخب زعيم المعارضة الرسمية ‏ (17 فبراير 1996 – 14 مارس 1997).